# Adoración a los árboles
Adoración a los árboles se refiere a la tendencia de muchos pueblos a través de la historia en adorar o de otro modo crear mitos de un árbol o árboles, convirtiéndolos en árboles sagrados. 
Los árboles han jugado un rol importante en muchas de las mitologías y religiones, y les han sido dados profundos y sagrados significados durante todas las épocas. Los seres humanos, observando el crecimiento y muerte de los árboles, la elasticidad de sus ramas, la sensitividad y el anual decaimiento y revitalización de su follaje, los ven como poderosos símbolos de crecimiento, decaimiento y resurrección. La representación simbólica intercultural más antigua de la construcción del universo es el árbol del mundo.

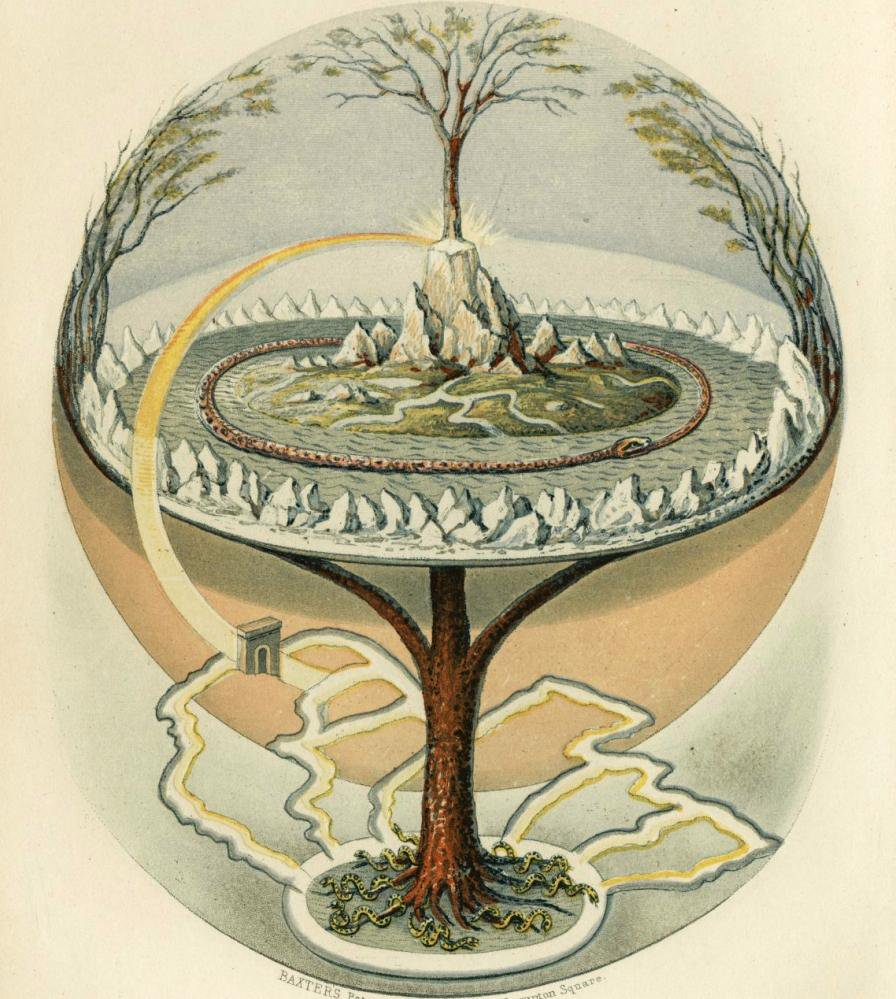
Yggdrasil.

## Árboles sagrados

### • Abedul:Betula pendula.
Vitalidad y Regeneración. El principio de las cosas.
El abedul es el árbol de la docilidad, pertenece a Mercurio.
Se utiliza para purificar. El abedul es el árbol de la docilidad, pertenece a Mercurio.

### • Abeto
Asociado a la Navidad, sustituye en la mitología nórdica al fresno Yggdrasil, que fue derribado por San Bonifacio y plantó un abeto como símbolo del amor eterno de Dios.

### • Acacia:Acacia baileyana
La acacia es el símbolo de la amistad y por eso, en el lenguaje de las flores, regalar un ramo con hojas de acacia significa constancia.

### • Acebo
Símbolo de lucha y protección.
Era sagrado para los druidas, que aconsejaban meterlo en las casas como protección contra hadas y duendes, y aún hoy se usa con este fin.

### • Álamo o chopo
En Mesopotamia y Grecia se le relacionaba con los muertos. Heracles llevaba una corona de hojas de álamo cuando descendió al Averno. En la Mitología Celta se le llamaba aeda, el que evita la muerte. 

### • Aliso
La fuerza emocional y la perseverancia.
En la Antigüedad se asoció a Cronos. En la Mitología Galesa se asoció al dios cuervo Bran. Se decía que la rama más alta del aliso era la cabeza oracular cantora de este dios. 

### • Almendro:Prunus amigdalus
Alegría de vivir, Vitalidad.
El almendro es el símbolo del júbilo, recibir de regalo una rama de almendro en flor significa esperanza.

### • Avellano:Corylus avellana
Símbolo de sabiduría y conocimiento.
Árbol de Júpiter, en la Antigüedad simbolizaba la reconciliación. Para la mitología germánica, los espíritus del bosque se llaman Haselmönchen, que viven precisamente en las ramas de los avellanos. 

### • Castaño:Castanea sativa
El castaño pertenece a Júpiter, aunque también tiene un sentido funerario y por tanto podría atribuirse también a Saturno. Ya que en la Antigüedad clásica, las castañas eran el alimento de los difuntos en su viaje al Más Allá .

## El significado de los árboles para el pueblo celta
A lo largo del tiempo, los árboles han tenido mucha importancia en diferentes culturas por todo el planeta. En Occidente, el pueblo celta es el que más importancia les ha dado porque tenían un vínculo muy cercano con la naturaleza y las aportaciones que le otorgó a este pueblo, tanto es así que los árboles pasaron a convertirse en la principal base de su mitología.
Este pueblo practicaba una religión de la que se desconoce bastante, al igual que la mayoría de su historia la cual ha sido recordada principalmente por autores griegos y romanos. Sin embargo, como ya hemos dicho antes, sabemos que los celtas basaron sus creencias en la naturaleza ya que era el medio en el que vivían y en el que se refugiaban. Mientras que el tiempo iba pasando tras observar su comportamiento y evolución le dieron un significado sagrado a este tipo de planta, pues adoraban cada forma de vida natural ya que pensaban que obtendrían los beneficios de las cualidades que éstas tuviesen.
El significado tanto de los árboles como de los bosques para este pueblo era la esencia más pura de la naturaleza, era como su hogar, fueron símbolos de vida y protección para ellos, tanto es así que su cultura se desarrolló por esto. A través de ellos, los sacerdotes célticos también conocidos como druidas analizaban los signos que mandaba la naturaleza para hablar con ella y cuando se invocaba a un dios la mayoría de las veces era a través de los árboles. También se inspiraban en la magia estacional de los bosques y crearon un horóscopo protector ligado a las fases lunares. En algunos casos, los druidas residían en los árboles y ni siquiera se acercaban al pueblo.
Para los celtas cada parte de los árboles representaba el nexo físico y divino de tres planos además de ser la principal fuente de energía; el primer plano era representado por el tronco del árbol que era equivalente al mundo material ya que de ahí extraían la leña y los alimentos, el segundo plano era representado por las raíces del árbol que residía en el mundo de los sueños y donde estaban el inframundo y el secreto de la sabiduría terrenal y por último, el tercer plano era representado por la copa del árbol y sus ramas orientadas hacia el cielo y movidas por el viento los cuales equivalían al plano divino de la conciencia.

### El alfabeto del bosque
Cuando elaboraron su lenguaje escogieron la primera letra que correspondía al nombre de cada uno de los árboles para formar su propio alfabeto, el alfabeto ogham o también conocido como el “alfabeto del bosque”.